# Élections régionales de 1990 en Calabre
Les élections régionales de 1990 en Calabre (en italien : Elezioni regionali in Calabria del 1990) se tiennent les 6 et 7 mai 1990 afin d'élire les 40 membres de la Ve législature du conseil régional de Calabre.

## Contexte
Lors du dernier scrutin, la DC conserve la première place. Une nouvelle coalition à quatre partis, appelée Centre-gauche organique, constituée de la DC, du PSI, du PSDI et du PRI, est formée, avec, à sa tête, le socialiste Francesco Principe. Celui-ci démissionne à la fin de l'année 1987, pour être remplacée par Rosario Olivo (aussi du PSI), qui assure la présidence de la région jusqu'à la fin de la législature.

## Mode de scrutin
Le conseil régional de Calabre (en italien : Consiglio Regionale cella Calabria) est constitué de 40 conseillers élus pour cinq ans au scrutin proportionnel avec vote préférentiel et sans seuil électoral dans six circonscriptions plurinominales qui correspondent aux provinces.
Chaque électeur peut exprimer jusqu'à trois votes de préférence sur la liste à laquelle il accorde son suffrage. Les mandats sont ensuite répartis à la proportionnelle d'Hagenbach-Bischoff. Les sièges sont ensuite pourvus par les candidats comptant le plus grand nombre de voix préférentielles.
Les mandats qui n'ont pas été attribués à l'issue du premier décompte et les voix qui n'ont pas été utilisées sont rassemblés au niveau régional et distribués à la proportionnelle de Hare. Ils sont attribués, pour chaque parti, dans les provinces en fonction du ratio entre les votes restants et le total des suffrages exprimés.

### Répartition des sièges
| Provinces         | Sièges | +/-           |
| ----------------- | ------ | ------------- |
| Catanzaro         | 14     | 1             |
| Cosenza           | 13     | 1             |
| Reggio de Calabre | 13     | 2             |
| Total             | 40     | en stagnation |

## Principales forces politiques
| Parti | Parti                                                                                   | Idéologie                                                  |
| ----- | --------------------------------------------------------------------------------------- | ---------------------------------------------------------- |
|       | Démocratie chrétienne Democrazia Cristiana                                              | Centre Démocratie chrétienne, antifascisme, anticommunisme |
|       | Parti communiste italien Partito Comunista Italiano                                     | Gauche Communisme, eurocommunisme, marxisme-léninisme      |
|       | Parti socialiste italien Partito Socialista Italiano                                    | Gauche Socialisme, réformisme, marxisme                    |
|       | Parti social-démocrate italien Partito Socialista Democratico Italiano                  | Centre gauche Social-démocratie, socialisme                |
|       | Parti libéral italien Partito Liberale Italiano                                         | Centre droit Libéralisme, libérisme                        |
|       | Mouvement social italien – Droite nationale Movimento Sociale Italiano–Destra Nazionale | Extrême droite Néofascisme, nationalisme, anticommunisme   |
|       | Parti républicain italien Partito Repubblicano Italiano                                 | Centre Républicanisme, mazzinisme                          |

## Résultats

### Voix et sièges
|                        |                                                      |           |       |      |        |               |  |  |  |  |  |  |  |  |
| Parti                  | Parti                                                | Voix      | %     | +/-  | Sièges | +/-           |  |  |  |  |  |  |  |  |
|                        | Démocratie chrétienne (DC)                           | 451 337   | 38,16 | 0,84 | 16     | en stagnation |  |  |  |  |  |  |  |  |
|                        | Parti socialiste italien (PSI)                       | 263 807   | 22,30 | 4,43 | 9      | 1             |  |  |  |  |  |  |  |  |
|                        | Parti communiste italien (PCI)                       | 230 012   | 19,45 | 4,80 | 8      | 2             |  |  |  |  |  |  |  |  |
|                        | Parti social-démocrate italien (PSDI)                | 69 045    | 5,84  | 0,17 | 2      | en stagnation |  |  |  |  |  |  |  |  |
|                        | Mouvement social italien – Droite nationale (MSI-DN) | 50 605    | 4,28  | 2,10 | 2      | en stagnation |  |  |  |  |  |  |  |  |
|                        | Parti républicain italien (PRI)                      | 34 160    | 2,89  | 0,42 | 1      | en stagnation |  |  |  |  |  |  |  |  |
|                        | Parti libéral italien (PLI)                          | 24 101    | 2,04  | 1,35 | 1      | 1             |  |  |  |  |  |  |  |  |
|                        | Démocratie prolétarienne (DP)                        | 14 003    | 1,18  | 0,26 | 1      | en stagnation |  |  |  |  |  |  |  |  |
|                        | Chasse, Pêche, Environnement (CPA)                   | 13 599    | 1,15  | Nv.  | 0      | en stagnation |  |  |  |  |  |  |  |  |
|                        | Liste verte (LV)                                     | 13 030    | 1,10  | Nv.  | 0      | en stagnation |  |  |  |  |  |  |  |  |
|                        | Les Verts Arc-en-ciel (VA)                           | 11 028    | 0,93  | Nv.  | 0      | en stagnation |  |  |  |  |  |  |  |  |
|                        | Anti-prohibitionnistes des drogues (AsD)             | 5 142     | 0,43  | Nv.  | 0      | en stagnation |  |  |  |  |  |  |  |  |
|                        | Ligue du Sud-Calabre (LS)                            | 2 928     | 0,25  | Nv.  | 0      | en stagnation |  |  |  |  |  |  |  |  |
|                        |                                                      |           |       |      |        |               |  |  |  |  |  |  |  |  |
| Suffrages exprimés     | Suffrages exprimés                                   | 1 182 797 | 92,03 |      |        |               |  |  |  |  |  |  |  |  |
| Votes blancs           | Votes blancs                                         | 51 100    | 3,98  |      |        |               |  |  |  |  |  |  |  |  |
| Votes nuls             | Votes nuls                                           | 51 286    | 3,99  |      |        |               |  |  |  |  |  |  |  |  |
| Total                  | Total                                                | 1 285 183 | 100   | -    | 40     | en stagnation |  |  |  |  |  |  |  |  |
| Abstention             | Abstention                                           | 410 923   | 24,23 |      |        |               |  |  |  |  |  |  |  |  |
| Inscrits/Participation | Inscrits/Participation                               | 1 696 106 | 75,77 |      |        |               |  |  |  |  |  |  |  |  |

## Conséquences
Le président sortant, Rosario Olivo, est reconduit à la tête de la région, avec une nouvelle coalition dite de centre-gauche organique. Olivo démissionne cependant au début de 1992, et cède la présidence au démocrate-chrétien Guido Rhodio, qui gouverne pendant un peu plus de deux ans, avant de démissionner à son tour au milieu de 1994. Donato Veraldi, du PPI (ancienne DC), prend sa suite, à la tête d'une coalition formée du PPI, du PSI et du PDS (ancien PCI), qui dure jusqu'aux élections suivantes.